# Mariano Moro
Mariano Moro là một đô thị thuộc bang Rio Grande do Sul, Brasil. Đô thị này có diện tích 102,08 km², dân số năm 2007 là 2284 người, mật độ 22,37 người/km².